# Archevêché de Belgrade
L'Archevêché de Belgrade (en serbe cyrillique : Београдска надбискупија ; en serbe latin : Beogradska nadbiskupija) est situé à Belgrade, la capitale de la Serbie, dans la municipalité urbaine de Vračar. Construit vers 1884, il est inscrit sur la liste des biens culturels de la ville de Belgrade.

## Présentation
Jusqu'en 1926, l'archevêché de Belgrade, situé 20 rue Svetozara Markovića, est installé dans le bâtiment de l'ancienne ambassade d'Autriche, construit en 1884, doté d'un rez-de-chaussée et d'un étage, avec un jardin ; cet édifice est considéré comme une des principales réalisations de l'architecture des années 1880 dans la capitale serbe. Ni le nom de l'architecte ni les circonstances entourant la construction du bâtiment ne sont connus.
L'immeuble est conçu dans le style académique, avec des éléments de style néorenaissance dans la décoration de la façade sur rue. Une attention particulière est apportée à la façade septentrionale, pour créer une ambiance intimiste du côté du jardin. Une chapelle est construite en 1888 et une maison paroissiale en 1926.